# Det stora tårtslaget
Det stora tårtslaget är ett matlagning/tävlingsprogram på Sjuan med Marie Serneholt där svenskar tävlar i tårtbakning. Programmet är svenskt programformat skapad av Nyhetsbolaget. Första säsongen sändes 2016. I varje program får de tävlande ett tema och en blir utslagen efter blivit betygsatt av juryn i varje avsnitt.
Första säsongen vanns av Gunilla Wall. Andra säsongen vanns av Bjørn-Ali Abdullah.  Tredje säsongen vanns av Jennie Lindberg. 2016 var juryn
Annette Hörnfeldt och Mattias Ljungberg. 2017 och 2018 är juryn Mattias Ljungberg och Claudia Kjeldaas.